# Cantonul Issoudun-Sud
Cantonul Issoudun-Sud este un canton din arondismentul Issoudun, departamentul Indre, regiunea Centru, Franța.

## Comune
- Ambrault
- Bommiers
- Brives
- Chouday
- Condé
- Issoudun (parțial, reședință)
- Meunet-Planches
- Neuvy-Pailloux
- Pruniers
- Saint-Aubin
- Sainte-Fauste
- Ségry
- Thizay
- Vouillon